# Les Bostonianes
Les bostonianes és una novel·la de Henry James (1843-1916), publicada primer per episodis en The Century Magazine durant els anys 1885-1886 i posteriorment com a llibre.
L'obra se centra principalment en tres personatges: Basil Ransom, veterà de la Guerra de Secessió pel bàndol sudista; Olive Chancellor, la seva cosina i destacada militant feminista; i Verena Tarrant, jove conferenciant feminista. Hi apareixen també molts altres personatges secundaris, molts d'ells vinculats al moviment feminista, a l'abolicionisme o al món del periodisme, tots ells aparentment inspirats en personatges reals.
Les bostonianes i La princesa Casamassima són les úniques novel·les en què Henry James va abordar temes polítics.
James Ivory en va fer una versió cinematogràfica.

## Argument
Pocs anys després de la Guerra de Secessió, Basil Ransom decideix provar fortuna al nord fent d'advocat. Accepta una invitació a casa de la seva cosina Olive Chancellor i després de sopar assisteixen a una reunió feminista on coneixen Verena Tarrant. Tots dos queden fascinats per la noia i intenten, cadascú a la seva manera, atreure-la cap a ells.
Olive Chancellor la convenç d'anar-se'n de casa dels seus pares i venir a viure amb ella. Passa un període millorant la seva formació per fer-ne una gran oradora i finalment decideix presentar-la davant del gran públic. Però Basil Ransom ha anat mantenint el contacte amb la noia. Les seves idees són radicalment diferents i vol evitar com sigui que Verena enceti una carrera pública com a conferenciant.